# Objection Overruled
Objection Overruled es el noveno álbum de estudio de la banda alemana de heavy metal Accept, publicado en 1993 por RCA Records para el mercado europeo y por CMC International para los Estados Unidos. Es el primer disco grabado con Udo Dirkschneider desde Russian Roulette de 1986 y el primero como agrupación desde Eat the Heat de 1989.

## Antecedentes
En 1992, Wolf tomó la iniciativa y se trasladó a Alemania para conversar con Udo y Stefan, que junto con Peter, acordaron reunir la clásica formación después de un poco más de tres años de inactividad. Al respecto, Wolf comentó en una entrevista: «Fue genial. Es decir, constituirse y tener reuniones siempre es genial de alguna manera, porque se siente ese tipo de espíritu o de viento fresco de nuevo. Fue grandioso». En la misma entrevista conversó sobre la grabación del disco y mencionó: «En realidad lo hicimos más o menos como siempre lo hacíamos y sentimos que debíamos utilizar las mismas fórmulas».
A diferencia de sus anteriores álbumes con Udo, no se incluyó un segundo guitarrista, siendo todas las partes de la guitarra grabadas por Wolf. En 2004, Udo comentó sobre ello en una entrevista y mencionó que durante las grabaciones de las maquetas había participado Mathias Dieth, guitarrista de los primeros álbumes de U.D.O., «Wolf Hoffmann dijo que quería ser el único guitarrista de la banda. Realmente no me gustó pero sucedió de todos modos... Pensé que él podría ser nuestro segundo guitarrista, pero Wolf se opuso a la idea».

## Lista de canciones
Todos las canciones escritas por Accept & Deaffy.

| N.º | Título                      | Duración |  |
| 1.  | «Objection Overruled»       | 3:38     |  |
| 2.  | «I Don't Wanna Be Like You» | 4:19     |  |
| 3.  | «Protectors of Terror»      | 4:03     |  |
| 4.  | «Slave of Metal»            | 4:37     |  |
| 5.  | «All or Nothing»            | 4:32     |  |
| 6.  | «Bulletproof»               | 5:05     |  |
| 7.  | «Amamos la Vida»            | 4:39     |  |
| 8.  | «Sick, Dirty and Mean»      | 4:33     |  |
| 9.  | «Donation»                  | 4:48     |  |
| 10. | «Just by My Own»            | 3:29     |  |
| 11. | «This One's for You»        | 3:29     |  |

| Pista adicional solo en Japón |                 |          |  |
| N.º                           | Título          | Duración |  |
| 12.                           | «Rich & Famous» | 3:10     |  |

## Músicos
- Udo Dirkschneider: voz
- Wolf Hoffmann: guitarra eléctrica
- Peter Baltes: bajo
- Stefan Kaufmann: batería